# Nação Insulana
O Grêmio Recreativo Escola de Samba Nação Insulana é uma escola de Samba do Rio de Janeiro, fundada em 10 de Agosto de 2015. Criada por componentes e torcedores de outras agremiações do Rio de Janeiro, principalmente do Boi da Ilha e da Unidos de Aquarius - uma escola de samba do município de Rio De Janeiro

## Brasão
Para representar a escola foram escolhidas as cores da bandeira brasileira em um brasão de estilo moderno semi partido e bicolor, com o nome da escola em faixa de  letras brancas, ladeada por cavalos marinho, representando a inspiração da escola madrinha União da Ilha. Ao centro uma fênix estilizada de asas abertas representa o renascimento. O brasão conta ainda com uma coroa ornada pela águia, símbolo da sua escola de origem[carece de fontes?], a Unidos do Aquarius.

## História
A escola foi formada principalmente por dissidentes do Boi da Ilha do Governador. Seu primeiro vice-presidente, Aloisio villar, foi candidato a presidente daquela agremiação pela chapa "Reage Boi", impedida de participar das eleições que ocorreram meses antes da fundação da Nação. Com o enredo "Da Reação Surge Uma Grande Nação" a escola se tornou campeã do Grupo E em seu primeiro desfile.
Para 2017, a escola preparou uma homenagem à Tia Surica, integrante da velha-guarda da Portela.

## Segmentos

### Presidentes
| Nome               | Mandato               | Ref.  |
| ------------------ | --------------------- | ----- |
| Jorginho Katespero | Fundação - atualidade | [ 1 ] |

### Diretores
| Ano  | Diretor de Carnaval                                        | Diretor geral de harmonia   | Mestre de bateria | Ref.  |
| ---- | ---------------------------------------------------------- | --------------------------- | ----------------- | ----- |
| 2016 | Thiago Lepletier, Evangelina Bastos e Luiz Fernando Marins | Jota Carlos e Ném           | Leandro Honório   | [ 5 ] |
| 2017 | Thiago Lepletier                                           | Daniel Elias e Telio Duarte | Leandro Honório   |       |

### Intérpretes
| Período   | Intérprete oficial             | Referência |
| --------- | ------------------------------ | ---------- |
| 2016–2017 | Cadinho da Ilha e Nélio Marins | [ 4 ]      |

### Coreógrafo
| Ano  | Nome        | Ref. |
| ---- | ----------- | ---- |
| 2016 | Victor Hugo |      |

### Casal de Mestre-sala e Porta-bandeira
| Ano       | Nome                          | Ref.  |
| --------- | ----------------------------- | ----- |
| 2016-2017 | João Vitor e Carolina Accioli | [ 6 ] |

### Corte de bateria
| Ano       | Rainha         | Ref.  |
| --------- | -------------- | ----- |
| 2016-2017 | Vivian Cister  | [ 7 ] |
| 2018      | Débora Ribeiro |       |

## Carnavais
| Ano  | Colocação              | Grupo   | Enredo | Carnavalesco     | Ref.        |
| ---- | ---------------------- | ------- | --- | ---------------- | ----------- |
| 2016 | Campeã                 | Série E | "Da reação surge uma grande Nação" (Samba-enredo composto por Rosangela Cunha, Alessandra Porto, Paula Lemos e Rafael Lemos) | Manoel Júnior    | [ 5 ] [ 8 ] |
| 2017 | 13.º Lugar (Rebaixada) | Série D | "Nas asas da águia, o orgulho de uma nação" (Samba-enredo composto por Walkir Jr, Maurício Baterilha, Rafael Mikaiá, Leozinho e Verssador) | Edson Siqueira   | [ 4 ]       |
| 2018 | 12.º Lugar (Rebaixada) | Série E | Nas páginas da memória, a Nação resgata essa história... Nilópolis no esplendor de sua glória (Samba-enredo composto por Allexandre Valle, Lobo Jr, Wagner Mariano, Cadinho, Alex Alves, Daniel, Rafinha Da Ilha, Vinicius Marques, Serginho Versador, Maneco, Nelson Cel e Rodrigo Ponte) | Luiz Cavalcanthé | [ 9 ]       |